# Platja del Carritxal
La platja del Carritxal és una platja situada entre els municipis valencians de la Vila Joiosa (Marina Baixa) i el Campello (Alacantí). Es troba al final del barranc del Carritxal, amb una longitud de 1.890 metres i una amplada mitjana de 5 metres, de còdols grossos i poc urbanitzada.
És una cala de valor mediambiental considerable, formada per arena gruixuda i grava.